# Castillo de Ōzu
El castillo de Ōzu  (大洲城 Ōzu-jō?), está situado en la ciudad homónima (Ōzu, Prefectura de Ehime, Japón). Sus orígenes remontan a finales del siglo XVI (periodo Azuchi-Momoyama), aunque diversas estructuras defensivas son mencionadas en registros históricos locales desde finales del siglo XII (inicio del período Kamakura), sin poder precisarse sus localizaciones exactas. 

## Historia
La primera estructura defensiva en la montaña ocupada por el actual castillo de Ōzu fue construida a inicios del siglo XIV (finales periodo Kamakura) por Utsunomiya Toyofusa. Pero el complejo defensivo que se puede contemplar hoy en día fue concebido y ejecutado entre los años 1585 y 1617. Durante este período, el castillo estuvo controlado por múltiples daimios, incluyendo Wakisaka Yasumoto 脇坂安元, Kobayakawa Takakage, Tōdō Takatora, y Toda Katsutaka. En 1617, procedente de la provincia de Yonago, Katō Sadayasu 加藤貞泰 tomó posesión del castillo de Ozu. El clan de los Kato mantuvo el control del feudo de Ozu durante 13 generaciones, hasta la llegada de la Restauración Meiji .
A pesar de que Ozu gozó de gran estabilidad económica y política durante más de dos siglos (ningún conflicto armado fue registrado), el castillo hubo de ser reparado o reconstruido en numerosas ocasiones debido a recurrentes incendios o a los efectos de periódicas catástrofes naturales (seísmos, tifones, etc). 
El conjunto defensivo, abandonado tras la desaparición del Shogunato de Tokugawa, sufrió grandes desperfectos. Fue decidido demoler la torre principal del castillo en 1888 pues su deteriorado estado amenazaba colapso. No obstante los torreones que la flanqueaban (Koran y Daidokoro) así como dos otros torreones de la muralla exterior (Owata y Minami Sumi), fueron preservados. 
Los cuatro torreones mencionados fueron inscritos en el patrimonio nacional de Japón como Bienes de Interés Cultural por la Agencia para Asuntos Culturales  en 1957

En 2004 esfuerzos de funcionarios y ciudadanos locales culminaron en la inauguración de la torre, reconstruida fidedignamente, respetando técnicas y materiales originales. Esto fue posible gracias al hallazgo de una maqueta antigua modelizando la estructura de la torre (ejecutada por el clan de carpinteros de los Nakano, constructores del castillo de los Kato) así como de diversas fotografías que captaron la torre antes de ser demolida. Con sus 19m15cm se convirtió en la edificación de madera más alta de Japón erguida tras Segunda Guerra Mundial (bajo normas constructivas más exigentes)
El castillo puede ser visitado. Desde abril de 2020 huéspedes pueden pernoctar en la torre principal.

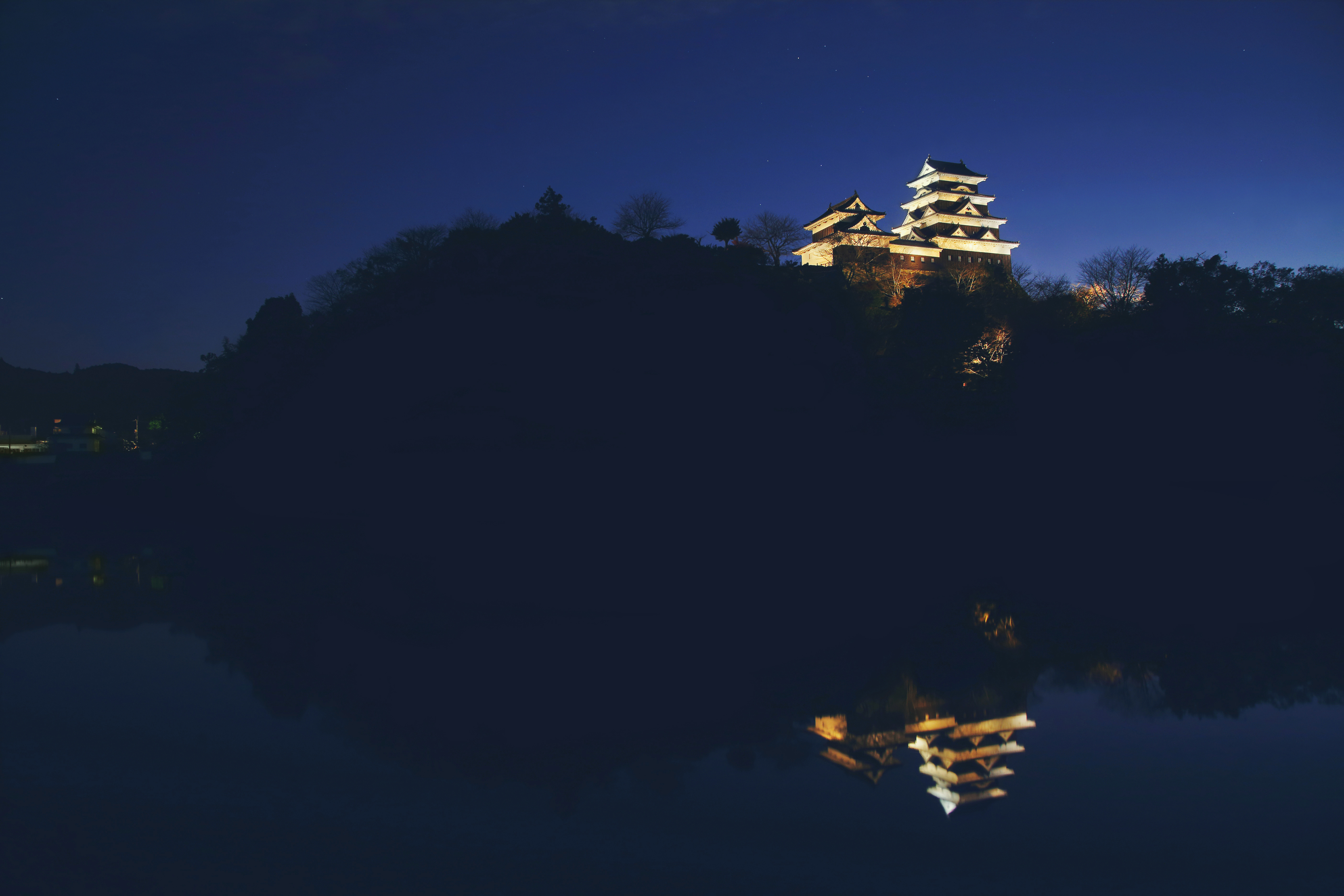
El Castillo de Ozu y el Rio Hiji al atardecer.
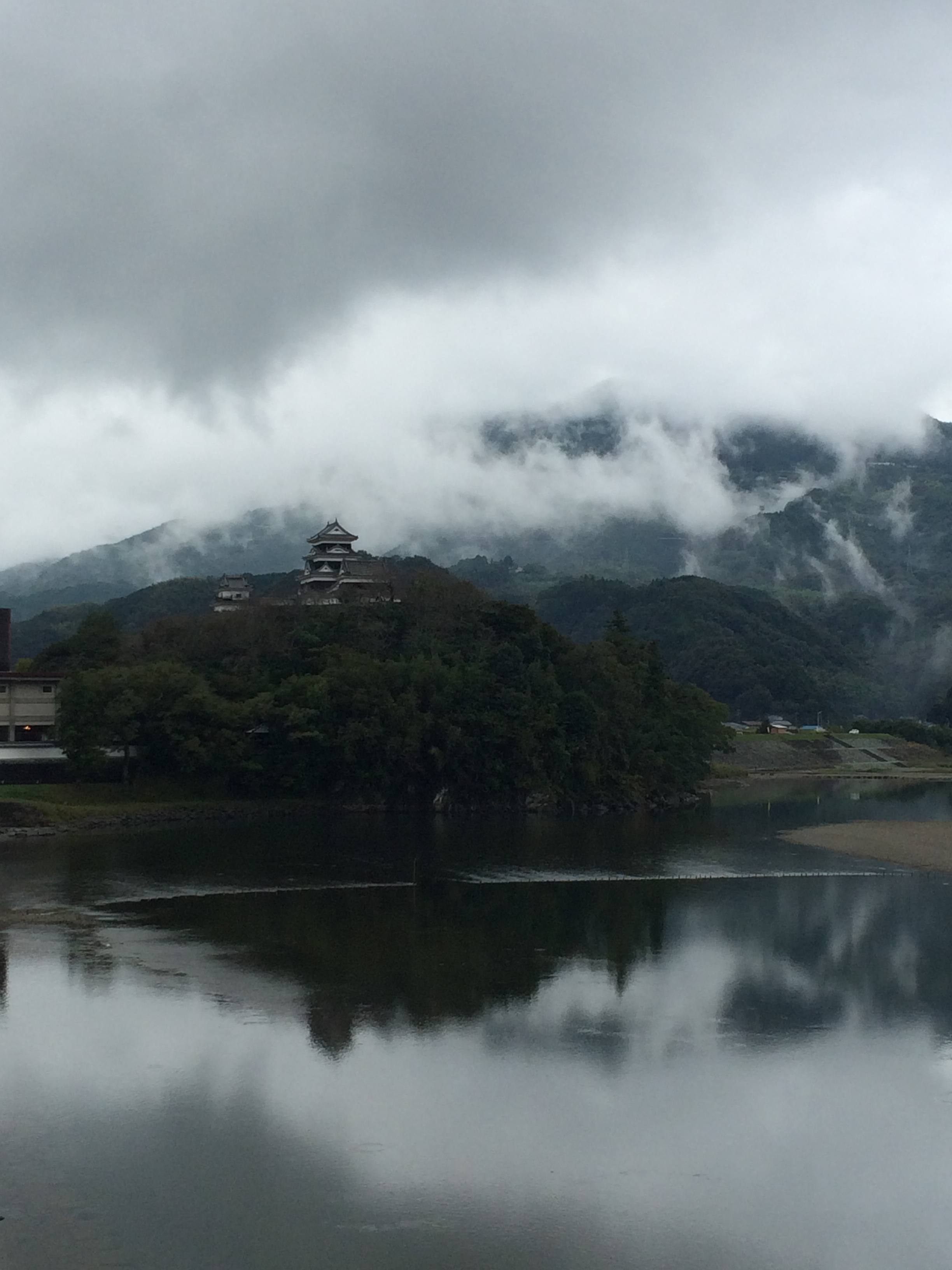
El Castillo de Ozu y el Rio Hiji
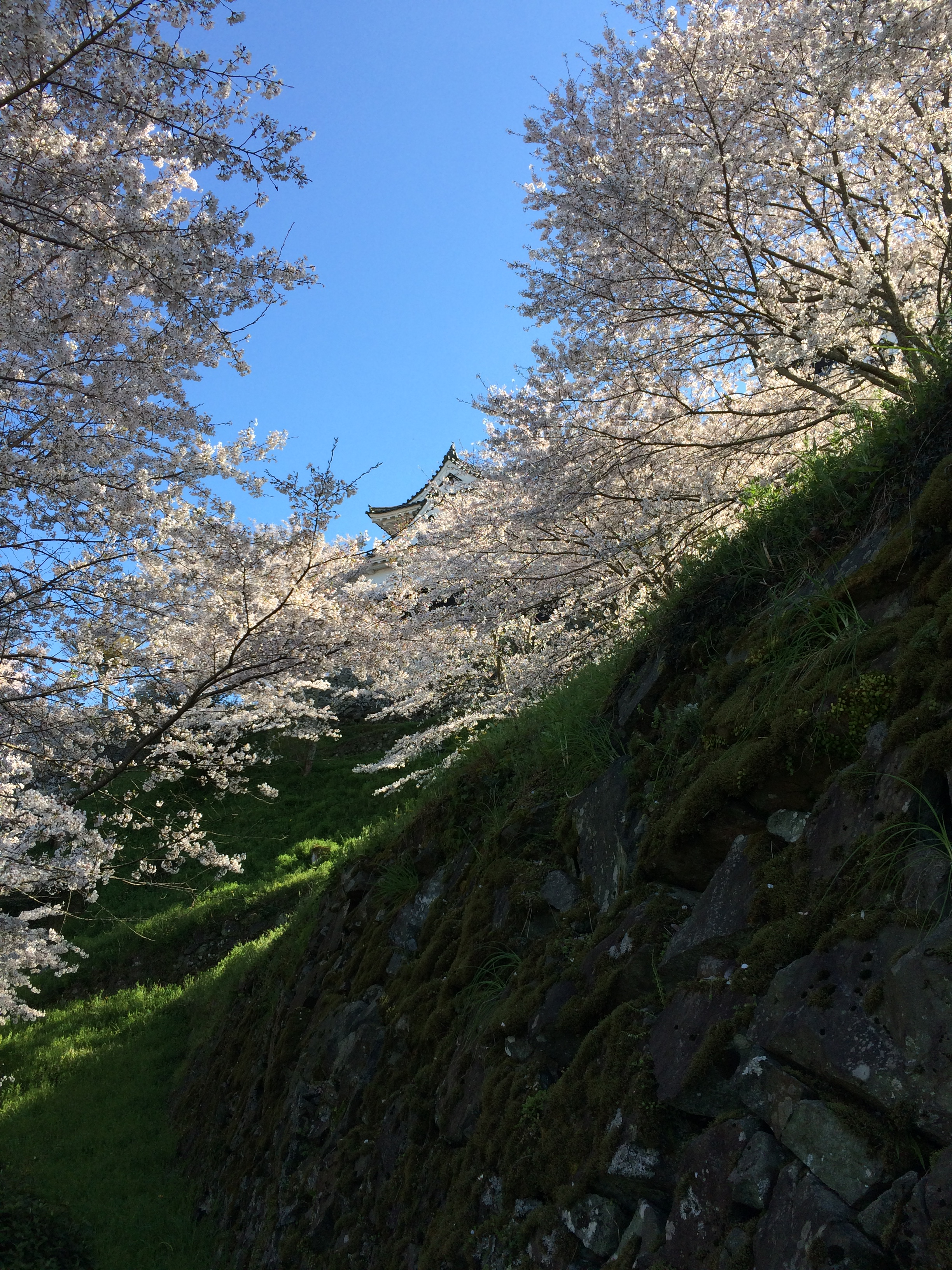
Cerezos en flor en el Castillo de Ozu